# Sexuální napadení

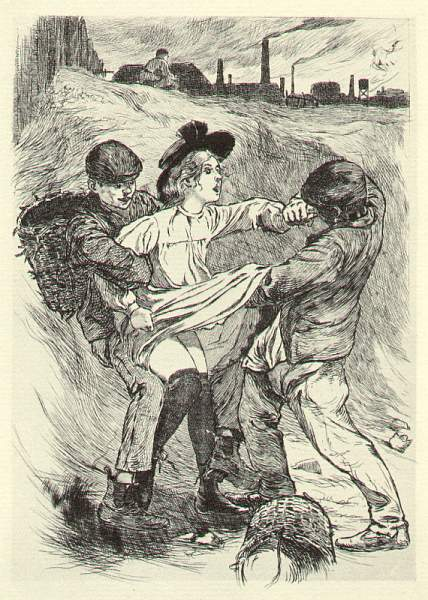
Martin_van_Maele_06

Sexuální napadení je akt sexuálního zneužívání, při kterém se člověk úmyslně sexuálně dotýká jiné osoby bez souhlasu této osoby nebo nutí osobu, aby se zapojila do sexuálního aktu proti její vůli. Je to forma sexuálního násilí, která zahrnuje sexuální zneužívání dětí, znásilnění, sexuální napadení usnadněné drogami a mučení osoby sexuálním způsobem.

## Definice
Obecně je sexuální napadení definováno jako nechtěný sexuální kontakt.
Ve Spojených státech se definice sexuálního napadení mezi jednotlivými státy značně liší. Ve většině států však k sexuálnímu napadení dochází, když chybí souhlas jednoho ze zúčastněných jedinců. Souhlas musí proběhnout mezi dvěma dospělými, kteří nejsou nezpůsobilí, a souhlas se může kdykoli během sexuálního aktu změnit odvoláním.

## Následky
Po útoku se oběti mohou stát terčem kyberšikany. Negativní sociální reakce na odhalení sexuálního napadení obětí mají potenciál vést k příznakům posttraumatické stresové poruchy. Sociální izolace po sexuálním napadení může mít za následek, že oběť zažije pokles sebevědomí.